# Dapsa hierrensis
Dapsa hierrensis es una especie de coleóptero de la familia Endomychidae.

## Distribución geográfica
Es endémica de El Hierro, en las islas Canarias (España).